# Pierre-Louis Hus-Desforges
Pour les articles homonymes, voir Hus, Famille Hus et Desforges.
Pierre-Louis Hus-Desforges, né le 24 mars 1773 à Toulon et mort le 19 janvier 1838  à Pontlevoy, est un violoncelliste, chef d’orchestre et compositeur français.

## Biographie
Petit-fils du directeur de théâtre Barthélemy Hus-Desforges, petit-fils, par sa mère, actrice du théâtre de Toulon, du violoniste Ivan Mane Jarnowick, il est issu d’une longue lignée de gens du spectacle, la famille Hus, et sa grand-mère était une Courtenay.
Conduit par ses parents à La Rochelle dès ses premières années, il y a été élevé par Crouzet, maitre de chapelle de la cathédrale à une époque où les cathédrales étaient les seules écoles de musique et ont formé la plupart des grands artistes français. Dès l’âge de huit ans, il était enfant de chœur de la cathédrale. Crouzet lui a donné ses premières leçons de violoncelle, et ses dispositions musicales se sont révélées de bonne heure.
À la Révolution, les cathédrales envahies et les écoles religieuses de chant dispersées, il s’est engagé, comme trompette, dans le 14e régiment de chasseurs à cheval, au mois de septembre 1792. Après avoir fait la guerre de Vendée, sous les généraux Hoche et Westermann, il est passé dans l’un des corps de l’armée d’Italie avec le grade de maréchal-des-logis chef, et s’est distingué à la bataille de Marengo, où il a été réformé en 1796, après avoir perdu un doigt de la main droite par un coup de feu, avec une pension spéciale que les évènements politiques ne lui ont pas enlevée.
Entré, une fois guéri, comme violoncelliste à l’orchestre du grand théâtre de Lyon, il n’y est resté que six mois. L’organisation Conservatoire de musique ayant été faite à cette époque, il a pris la résolution de s’y rendre pour y continuer ses études. Il y devint élève de Janson l’ainé, et a eu Benoit Tranquille Berbiguier comme condisciple. Dans le même temps, il fut attaché à l’orchestre du Théâtre des Troubadours.
Longtemps resté à l’hôpital, à la suite de sa blessure, c’est de là que datent ses premières compositions. Même dans la carrière militaire, il n’avait cessé de cultiver la musique. En 1805, il a été appelé en Russie pour être directeur du Théâtre-Français de l’empereur Alexandre, où il a commencé ses grands travaux, publiant successivement des thèmes et airs variés, des trios, des concertos, des quintettes. Toutes ces œuvres ont été accueillies à Paris avec empressement. Plusieurs sont restées classiques, et les grands artistes du conservatoire les ont adoptées pour les études de leurs élèves. En 1812, la déclaration de guerre déclarée entre la Russie et la France l’a obligé à fuir précipitamment de Pétersbourg. Ayant réussi à rejoindre l’armée française, il a néanmoins eu les pieds gelés dans cette expédition.
De retour en France, il a voyagé pour donner des concerts en province, et a été nommé directeur du Grand Théâtre de Bordeaux, où il est resté sept ans. Il a continué à consacrer le peu de loisirs qui lui restait à la composition. Revenu à Paris en 1817, il est entré au théâtre de la Porte-Saint-Martin, comme premier violoncelliste, et y est resté jusqu’en 1820. Ensuite, il est allé s’établir à Metz et y fonder une école de musique, mais bientôt, peu satisfait de cette position, il a repris, en 1822, ses voyages, puis est revenu à Paris, où il a vécu quelque temps sans emploi. Enfin, il a d’abord été directeur de la musique du Vaudeville, et, plus tard, de chef d’orchestre du théâtre de Madame, dans l’été de 1828. Cette place semblait être pour lui un port assuré après une vie agitée mais, déjà vieilli par la fatigue, il n’a pas montré l’habileté qu’on attendait de lui dans l’exercice de ses fonctions. Des discussions désagréables s’étant élevées entre lui et l’administration, il a donné sa démission avant la fin de 1829. En 1831, il a retrouvé une place de chef d’orchestre au théâtre du Palais-Royal, mais pour la perdre dans l’année suivante. Placé de nouveau dans une situation précaire, il a fini par accepter une place de professeur de musique à l’école de Pontlevoy, rejoint, après la Révolution de 1830, son ami le flutiste Berbiguier, et où il est mort.
Hus-Desforges a été de ceux qui ont le plus contribué à populariser le violoncelle, devenu à la mode dans tous les salons de musique de son époque. Hus-Desforges a publié une Méthode, en 1828, claire, simple, où la mélodie est élégante et la science mise à la portée des apprenants. Cette méthode a été complétée par la publication d’Exercices pour le violoncelle destinés à aux apprenants avancés. Le violoncelliste Louis Norblin a adopté ces exercices pour les meilleurs élèves du Conservatoire. Il a également publié beaucoup d’œuvres qui ne sont pas pour le violoncelle, des œuvres de chant, entre autres un morceau religieux Regina cœli, et une messe à grand orchestre, qui ont été souvent chantés à l’église Saint-Roch, et qui paraissent avoir été adoptés dans cette paroisse pour les fêtes annuelles.

## Œuvres
- Concerto pour violoncelle.
- Messe à trois voix et à grand orchestre.
- Plusieurs Quintetto pour deux violons, alto, violoncelle et basse.
- Des Sonatines brillantes et faciles pour violoncelle.
- Sinfonie concertante pour violon et violoncelle obligés, v. 1797.
- L’Autel de sa patrie, mélodie par le Citoyen Desforges, 1798.
- Méthode de violoncelle à l’usage des commençants, 1828.
- 3 duos opus 31 pour violon et violoncelle.